# 大阪健康福祉短期大学
大阪健康福祉短期大学（おおさかけんこうふくしたんきだいがく、英語: Osaka Junior College of Social Health and Welfare）は、大阪府堺市南区高倉台1-2-1に本部を置く日本の私立大学。1985年創立、2002年大学設置。大学の略称は健福短大。

## 概観
- 大阪府堺市南区、島根県松江市、島根県安来市広瀬町にそれぞれ所在する日本の私立短期大学で、設置主体は学校法人みどり学園[2]。
- 2002年に大阪府堺市堺区[注 2]内に介護福祉学科2課程体制で開学。
- 2006年度より子ども福祉学科が設置され2学科体制となっている。
- 2012年度より昼間部のみの2学科体制となる。2014年より幼保特例講座が開講した。2016年より、幼保特例講座は「幼稚園免許」の講座のみ実施となる。
- 2018年に島根県松江市に保育・幼児教育学科を開設したことから、島根県の私立短期大学としての役割も果たすことになっている。さらに。2022年度より増設で4学科となる。

### 建学の精神（校訓・理念・学是）
- 健康と社会福祉の研究とその担い手の養成を通じて社会の民主主義の発展に寄与する[3]。
- 地域と結びつき、地域住民の社会的要請に応えるような、高等教育機関として健康と社会福祉の研究をおこない、その中でも実践的な研究を重視する[3]。
- 健康と社会福祉の研究と教育の分野での他の高等教育機関と提携し、社会的に開放し、国際交流をはかる[3]。

### 教育および研究
- 大阪健康福祉短期大学は、介護福祉学科および子ども福祉学科をもつ福祉系の短期大学。福祉専門職の育成に力をいれている。2018年度より、子ども福祉学科と類似した保育・幼児教育学科でも専門職の育成を執り行えるようになった。2022年度より、介護福祉学科と類似した学科が同県安来市広瀬町にて執り行われている。

### 学風および特色
- 大阪健康福祉短期大学の介護福祉学科には、かつて全国でも有数の夜間課程をもっていた。そのため、当時は稀な通学課程における勤労学生の姿が見られた[注 3]
- 日本全国47都道府県のなかで唯一、私立短期大学のない島根県[注 4]に設置が文部科学省より認可されて以降、その問題が解消された[注 5]。なお、こちらは学校法人みどり学園との関連法人となっていた当時の学校法人広瀬学園が運営している島根総合福祉専門学校児童福祉科を源流としている。

## 沿革
- 1979年
  - 社会福祉法人あおば福祉会を母体とした大阪保育研究所が発端となっている。
- 1985年
  - 同研究所が保育・学童保育専門学院を設置[4]。
- 1992年
  - 大阪総合福祉専門学校が開校[注 6]、以下の学科を置く。
    - 介護福祉士科
- 1996年
  - 同二部を設置。
- 1997年
  - 保育・学童保育専門学院を専門学校の児童ケアワーク科として統合される。
- 2001年
  - 12月21日 左記を以て文部科学省より短期大学の設置が認可される[注 7]。
- 2002年
  - 4月1日 大阪健康福祉短期大学が以下の学科体制にて開学[注 8]
    - 介護福祉学科
      - 第一部 入学定員60名[注釈 1]
      - 第二部 入学定員30名[注釈 1]

堺市堺区にあった時分のキャンパス
- 2006年
  - 4月1日 以下の学科を増設する[注 9]。
    - 子ども福祉学科 入学定員80名[注 10]
- 2010年
  - 4月1日 別科の設置が認められ、以下の課程を設ける[注 11]。
    - 介護福祉学科Ⅰ部別科（2年制） 入学定員20名
- 2012年
  - 4月1日 以下の学科については左記をもって正式に廃止とする[注 12]。
    - 介護福祉学科第二部
- 2013年
  - 4月1日 以下、名称変更あり。
    - 介護福祉学科第一部→介護福祉学科第一部[注 13]。
    - 介護福祉学科第一部別科→介護福祉学科第一部別科[注 14]。
- 2014年
  - 幼保特例講座が開講。
  - 4月1日 介護福祉学科の入学定員を60→40に減員[注 15]。
- 2016年
  - 4月1日 学舎を全面移転[25]。
- 2018年
  - 4月1日 この年度における出来事を以下、列挙する。
    - 以下、増設あり。
      - 保育・幼児教育学科 入学定員40名[注 16]
      - 子ども福祉学科別科 入学定員20名[注 17]。

    - 以下、入学定員減あり。
      - 介護福祉学科 40→10
      - 子ども福祉学科 80→70
- 2020年
  - 4月1日 以下、入学定員に変更あり[注 18]。
    - 介護福祉学科 10→20[注 19]
    - 子ども福祉学科 70→60
- 2021年
  - 4月1日
    - 堺市のキャンパスを移転、介護福祉学科に復元[注 20]。
- 2022年
  - 4月1日 この年度における出来事を以下、列挙する[35]。
    - 安来キャンパスコースの介護福祉学科を以下の学科として独立。
      - 地域総合介護福祉学科 入学定員15名[注 21]

    - 以下、入学定員減あり。
      - こども福祉学科 60→50
      - 介護福祉学科 20→15
- 2024年
  - 4月1日 学科の入学定員増を以下の通り行う。
    - 介護福祉学科 15→20[注 22]。
    - 地域総合介護福祉学科 15→20[注 23]。

## 基礎データ

### 所在地
- 大阪府堺市南区高倉台1-2-1

### 象徴
- カレッジマークはホームページほか右記サイトにもあり[40]。

## 教育および研究

### 学科
- 介護福祉学科
  - 第一部→介護福祉学科 入学定員20名[38]
  - 第二部 入学定員30名[注 24]
- 子ども福祉学科 入学定員50名[43]
- 保育・幼児教育学科 入学定員40名 [44]
- 地域総合介護福祉学科 入学定員20名[39]

### 別科
- 介護福祉学科別科 入学定員15名[37]
- 子ども福祉別科 入学定員20名[37]

### 附属機関
- 福祉実践研究センター
- 大阪健康福祉短期大学図書館[注 25]

### 取得可能な主資格
- 介護福祉学科、地域総合介護福祉学科
  - 介護福祉士国家試験受験資格
- 子ども福祉学科、保育・幼児教育学科
  - 保育士
  - 幼稚園教諭二種免許状[注 26]
  - 児童厚生二級指導員
  - 社会福祉主事任用資格

## 学生生活

### サークル活動
- 体育系
  - バレーボール
  - バスケットボール
  - ダンス「Fellows」
- 文化系
  - 軽音楽「Note」
  - 手話
  - 和太鼓「欅」（吉本興業主催のお笑いライブのオープニング演奏に抜擢実績有。地域のボランティアとして活動を行う。）

### 学園祭
- 大阪健康福祉短期大学の学園祭は「健福祭」と呼ばれており、例年、10月の第4土曜日と日曜日に開催されている。土曜日は、クラスの発表、日曜日には、模擬店や個別相談会等のブースが設けられている。

## 大学関係者一覧

### 学長
- 秋葉英則：二代目学長
- 岡本定男：三代目学長

### 育てる会
- 宍戸健夫：愛知県立大学名誉教授

## 施設

### キャンパス
堺キャンパス
：介護福祉学科
子ども福祉学科
松江キャンパス
：保育・幼児教育学科：2018年より。同年秋に旧来のアクイール碧の迎賓館の建物を再利用して短期大学キャンパスとなった。北緯35度28分47.8秒 東経133度04分16.8秒 / 北緯35.479944度 東経133.071333度
安来キャンパス
：地域総合介護福祉学科

### 学生食堂

#### 堺キャンパス
- 学内にカフェテリアが２つある[46]。

## 他大学との協定
- ベトナム
  - サイゴン大学

## 系列校
- みどり幼稚園

## 編入学・進学実績
- 四天王寺大学　関西福祉科学大学　追手門学院大学
- 大阪大谷大学　大阪人間科学大学　桃山学院大学
- 千里金蘭大学　平安女学院大学　　種智院大学
- 日本福祉大学　プール学院大学